# Чемпіонат СРСР з футболу 1960 (клас «А»)
Сезон 1960 року у класі «А» чемпіонату СРСР з футболу — 22-й в історії турнір у вищому дивізіоні футбольної першості Радянського Союзу. Тривав з 9 квітня по 9 жовтня 1960 року. 
У порівнянні з попереднім сезоном було суттєво збільшено кількість учасників вищого дивізіону — з 12 до 22 команд. За понад 20-річну історію проведення чемпіонатів СРСР переможцями турніру незмінно ставали московські команди, тому зміна його формату мала на меті розширення географії футбольної першості країни. Поповнення класу «А» відбулося насамперед командами з союзних республік, що не були представлені в розіграшах вищого футбольного дивізіону останніх років. Крім того, регламент змагання передбачав, що за результатами сезону клас «А» залишить лише одна команда — представник РРФСР, що займе найнижче місце.
З огляду на велику кількість учасників та з метою підвищення глядацької зацікавленості у змаганні його формат передбачав проведення турніру у два етапи:
- Попередній етап — змагання за круговою системою у двох підгрупах по 11 команд у кожній, за результатами якого визначалося, за які місця матиме змогу змагатися та чи інша команда на другому етапі.
- Фінальний етап — відповідно до зайнятого на першому етапі місця команди потрапляли до одного з чотирьох групових турнірів, в яких вже безпосредньо розігрувалися підсумкові місця у чемпіонаті:
  - за 1 — 6 місця;
  - за 7 — 12 місця;
  - за 13 — 18 місця;
  - за 19 — 22 місця.

Переможцем сезону уперше в своїй історії стало московське «Торпедо». На попередньому етапі команда перемогла в турнірі у першій підгрупі, а згодом здолала суперників й в турнірі за 1-6 місця.
| Чемпіон СРСР 1960            |
| ---------------------------- |
| «Торпедо» (Москва) 1-й титул |

## Попередній етап

### Підгрупа I
Підсумкова таблиця:
| М  | Команда              | І  | В  | Н | П  | М     | О  |
| -- | -------------------- | -- | -- | - | -- | ----- | -- |
| 1  | «Торпедо» (Москва)   | 20 | 14 | 3 | 3  | 39-16 | 31 |
| 2  | СКА (Ростов-на-Дону) | 20 | 9  | 7 | 4  | 33-27 | 25 |
| 3  | «Динамо» (Москва)    | 20 | 9  | 6 | 5  | 32-15 | 24 |
| 4  | «Динамо» (Тбілісі)   | 20 | 9  | 6 | 5  | 49-32 | 24 |
| 5  | «Даугава» (Рига)     | 20 | 8  | 7 | 5  | 25-18 | 23 |
| 6  | «Спартак» (Єреван)   | 20 | 8  | 7 | 5  | 36-28 | 23 |
| 7  | «Зеніт» (Ленінград)  | 20 | 9  | 4 | 7  | 34-25 | 22 |
| 8  | «Пахтакор» (Ташкент) | 20 | 7  | 4 | 9  | 25-35 | 18 |
| 9  | «Авангард» (Харків)  | 20 | 4  | 6 | 10 | 17-30 | 14 |
| 10 | «Молдова» (Кишинів)  | 20 | 4  | 5 | 11 | 18-34 | 13 |
| 11 | «Калев» (Таллінн)    | 20 | 0  | 3 | 17 | 13-61 | 3  |

### Підгрупа II
Підсумкова таблиця:
| М  | Команда                    | І  | В  | Н | П  | М     | О  |
| -- | -------------------------- | -- | -- | - | -- | ----- | -- |
| 1  | «Динамо» (Київ)            | 20 | 13 | 2 | 5  | 46-23 | 28 |
| 2  | «Локомотив» (Москва)       | 20 | 11 | 5 | 4  | 31-27 | 27 |
| 3  | ЦСКА (Москва)              | 20 | 12 | 1 | 7  | 38-17 | 25 |
| 4  | «Спартак» (Москва)         | 20 | 10 | 4 | 6  | 33-18 | 24 |
| 5  | «Адміралтієць» (Ленінград) | 20 | 7  | 9 | 4  | 34-24 | 23 |
| 6  | «Білорусь» (Мінськ)        | 20 | 9  | 4 | 7  | 24-27 | 22 |
| 7  | «Крила Рад» (Куйбишев)     | 20 | 6  | 6 | 8  | 22-26 | 18 |
| 8  | «Шахтар» (Сталіно)         | 20 | 5  | 6 | 9  | 24-36 | 16 |
| 9  | «Кайрат» (Алма-Ата)        | 20 | 6  | 4 | 10 | 19-29 | 16 |
| 10 | «Нафтовик» (Баку)          | 20 | 5  | 4 | 11 | 21-38 | 14 |
| 11 | «Спартак» (Вільнюс)        | 20 | 1  | 5 | 14 | 12-39 | 7  |

## Фінальний етап

### За 1-6 місця
Підсумкова таблиця:
| М | Команда              | І  | В | Н | П | М     | О  |
| - | -------------------- | -- | - | - | - | ----- | -- |
|   | «Торпедо» (Москва)   | 10 | 6 | 2 | 2 | 17-9  | 14 |
|   | «Динамо» (Київ)      | 10 | 5 | 1 | 4 | 19-14 | 11 |
|   | «Динамо» (Москва)    | 10 | 5 | 1 | 4 | 12-10 | 11 |
| 4 | СКА (Ростов-на-Дону) | 10 | 2 | 6 | 2 | 13-12 | 10 |
| 5 | «Локомотив» (Москва) | 10 | 3 | 1 | 6 | 14-19 | 7  |
| 6 | ЦСКА (Москва)        | 10 | 3 | 1 | 6 | 7-18  | 7  |

### За 7-12 місця
Підсумкова таблиця:
| М  | Команда                    | І  | В | Н | П | М     | О  |
| -- | -------------------------- | -- | - | - | - | ----- | -- |
| 7  | «Спартак» (Москва)         | 10 | 5 | 3 | 2 | 19-14 | 13 |
| 8  | «Динамо» (Тбілісі)         | 10 | 5 | 2 | 3 | 18-12 | 12 |
| 9  | «Спартак» (Єреван)         | 10 | 4 | 3 | 3 | 11-12 | 11 |
| 10 | «Адміралтієць» (Ленінград) | 10 | 4 | 1 | 5 | 17-15 | 9  |
| 11 | «Білорусь» (Мінськ)        | 10 | 4 | 1 | 5 | 8-12  | 9  |
| 12 | «Даугава» (Рига)           | 10 | 1 | 4 | 5 | 10-18 | 6  |

### За 13-18 місця
Підсумкова таблиця:
| М  | Команда                | І  | В | Н | П | М     | О  |
| -- | ---------------------- | -- | - | - | - | ----- | -- |
| 13 | «Авангард» (Харків)    | 10 | 4 | 4 | 2 | 11-5  | 12 |
| 14 | «Пахтакор» (Ташкент)   | 10 | 4 | 3 | 3 | 11-9  | 11 |
| 15 | «Зеніт» (Ленінград)    | 10 | 5 | 1 | 4 | 13-12 | 11 |
| 16 | «Крила Рад» (Куйбишев) | 10 | 4 | 2 | 4 | 15-13 | 10 |
| 17 | «Шахтар» (Сталіно)     | 10 | 4 | 2 | 4 | 10-12 | 10 |
| 18 | «Кайрат» (Алма-Ата)    | 10 | 3 | 0 | 7 | 6-15  | 6  |

### За 19-22 місця
Підсумкова таблиця:
| М  | Команда             | І | В | Н | П | М    | О |
| -- | ------------------- | - | - | - | - | ---- | - |
| 19 | «Калев» (Таллінн)   | 6 | 2 | 3 | 1 | 8-11 | 7 |
| 20 | «Спартак» (Вільнюс) | 6 | 1 | 4 | 1 | 8-8  | 6 |
| 21 | «Нафтовик» (Баку)   | 6 | 2 | 2 | 2 | 6-7  | 6 |
| 22 | «Молдова» (Кишинів) | 6 | 1 | 3 | 2 | 10-6 | 5 |

## Бомбардири
| М | Гравець              | Команда        | Голи |
| - | -------------------- | -------------- | ---- |
| 1 | Заур Калоєв          | «Динамо» Тб    | 20   |
| 2 | Геннадій Красницький | «Пахтакор»     | 19   |
| 3 | Віктор Соколов       | «Локомотив»    | 17   |
| 4 | Анатолій Ільїн       | «Спартак» М    | 13   |
|   | Тенгіз Мелашвілі     | «Динамо» Тб    | 13   |
| 6 | Фелікс Арутюнян      | «Спартак» Єр   | 12   |
|   | Ігор Численко        | «Динамо» М     | 12   |
|   | Геннадій Гусаров     | «Торпедо»      | 12   |
|   | Олексій Левченко     | СКА            | 12   |
|   | Валерій Лобановський | «Динамо» К     | 12   |
|   | Володимир Стрешний   | ЦСКА           | 12   |
|   | Анатолій Васильєв    | «Адміралтієць» | 12   |